# Estação Osseghem
Osseghem (fr) ou Ossegem (nl) é uma estação da linha 6 (antiga 1A) do Metro de Bruxelas.
| Oeste ou norte               |  |              |  | Leste ou Sul                                           |
| ---------------------------- |  | ------------ |  | ------------------------------------------------------ |
| Simonis término              |  | Linha 2      |  | Beekkant sentido Elisabeth (d) através da Gare du Midi |
| Simonis sentido Roi Baudouin |  | Linha 6 (en) |  | Beekkant sentido Elisabeth (d)                         |
| editar no Wikidata           |  |              |  |                                                        |